# ドンダン駅
ドンダン駅（ドンダンえき、ベトナム語：Ga Đồng Đăng / 𥩤同登?）はベトナムランソン省にある、ベトナム鉄道の駅である。隣の隘口駅との間に中国国境を有し、南寧駅から乗り入れるT8701/8702次列車の停車駅にもなっている。
2019年2月26日午前8時15分(ベトナム時間)、2019年2月米朝首脳会談に出席する朝鮮民主主義人民共和国の金正恩・国務委員長が特別列車でドンダン駅に到着した。

## 隣の駅
ベトナム鉄道
ハノイ・ドンダン線
ランソン駅 - ドンダン駅 (- 隘口駅 ※湘桂線に接続)